# Triaspis masoni
Triaspis masoni är en stekelart som beskrevs av Lopez 2004. Triaspis masoni ingår i släktet Triaspis och familjen bracksteklar. Inga underarter finns listade i Catalogue of Life.